# Casper und Emma
Casper und Emma (Originaltitel: Karsten og Petra) ist eine norwegische Kinderserie, die von 2013 bis 2016 produziert wurde. Die 32-teilige Serie basiert auf den Kinderbüchern von Tor Åge Bringsværd und Anne Holt. Die erste Ausstrahlung im deutschen Fernsehen erfolgte am 14. Februar 2015 auf KiKA.
In Deutschland wurden nur die erste Staffel mit 12 Episoden sowie die ersten vier Filme gezeigt; die Filme wurden für die Fernsehausstrahlung in mehrere Episoden unterteilt.

## Handlung
Die zwei Kinder Casper und Emma sind beste Freunde. Zusammen erkunden sie die Welt. An ihrer Seite sind immer ihre Kuscheltiere Löwilo und Hasenpfötchen, die aber nur sie verstehen können. Am Ende jeder Folge liegt entweder Casper oder Emma im Bett, während (meistens) die Mutter ein Schlaflied vorsingt.

## Hauptfiguren und Besetzung
| Rolle         | Funktion in der Serie                                                      | Darsteller              | Sprecher           |
| ------------- | -------------------------------------------------------------------------- | ----------------------- | ------------------ |
| Casper        | Ein kleiner Junge, der in den Kindergarten geht. Emmas beste Freund.       | Elias Søvold-Simonsen   | Jacob Roden        |
| Emma          | Ein kleines Mädchen, das in den Kindergarten geht. Caspers beste Freundin. | Nora Amundsen           | Frieda Seinsche    |
| Maria         | Emmas Mutter; sie ist Tierärztin und verwitwet.                            | Janne Formoe            | Antje Mairich      |
| Opa           | Emmas Großvater; der Name wird in der Serie nicht genannt.                 | Ivar Nørve              | Volker Wolf        |
| Sina          | Caspers ältere und größere Schwester.                                      | Anna Celine Bredal      | Ella Kühn          |
| Lilli         | Mitschülerin von Casper und Emma.                                          | Caren Remoy             | Lilli Janusch      |
| Löwilo        | Dieser Plüschlöwe ist Caspers bester Freund.                               | Thorbjørn Harr          | Markus Haase       |
| Hasenpfötchen | Es ist ein Plüschkaninchen und Emmas beste Freundin.                       | Hilde Louise Asbjørnsen | Jana Piechota      |
| Hilde         | Caspers Mutter.                                                            | Hilde Lyrån             | Daniela Bette-Koch |
| Harry         | Caspers Vater.                                                             | Markus Tønseth          | Michael-Che Koch   |
| Randi         | Kindergartenlehrerin von Casper und Emma.                                  | Tone Johnsen            | Demet Fey          |

## Episodenliste
| Nr. | Deutscher Titel                       | Originaltitel                        | Deutschsprachige Erstausstrahlung |
| --- | ------------------------------------- | ------------------------------------ | --------------------------------- |
| 1   | Casper und Emma sehen sich wieder     | Karsten og Petra møtes igjen         | 14. Feb. 2015                     |
| 2   | Casper und Emma im Kindergarten       | Karsten og Petra i barnehagen        | 21. Feb. 2015                     |
| 3   | Casper und Emma leihen Bücher aus     | Karsten og Petra låner bøker         | 28. Feb. 2015                     |
| 4   | Casper und Emma lernen tanzen         | Karsten og Petra lærer å danse       | 7. Mär. 2015                      |
| 5   | Casper und Emma lernen Verkehrsregeln | Karsten og Petra lærer trafikkregler | 14. Mär. 2015                     |
| 6   | Casper und Emma gehen angeln          | Karsten og Petra på fisketur         | 21. Mär. 2015                     |
| 7   | Casper und Emma und der Feueralarm    | Karsten og Petra har brannøvelse     | 28. Mär. 2015                     |
| 8   | Casper und Emma feiern Karneval       | Karsten og Petra på karneval         | 4. Apr. 2015                      |
| 9   | Casper und Emma fahren Fahrrad        | Karsten og Petra på sykkeltur        | 11. Apr. 2015                     |
| 10  | Casper und Emma im Krankenhaus        | Karsten og Petra på sykehus          | 18. Apr. 2015                     |
| 11  | Casper und Emma im Theater            | Karsten og Petra på teater           | 25. Apr. 2015                     |
| 12  | Casper und Emma feiern Geburtstag     | Karsten og Petra feirer bursdag      | 2. Mai 2015                       |

## Filme
| Jahr | Deutscher Titel                         | Originaltitel                      |
| ---- | --------------------------------------- | ---------------------------------- |
| 2013 | Casper und Emma sind beste Freunde      | Karsten og Petra blir bestevenner  |
| 2014 | Casper und Emmas Winterferien           | Karsten og Petra på vinterferie    |
| 2014 | Casper und Emmas wunderbare Weihnachten | Karsten og Petras vidunderlige jul |
| 2015 | Casper und Emma auf Safari              | Karsten og Petra på safari         |
| 2017 | —                                       | Karsten og Petra ut på tur         |
| 2017 | —                                       | Karsten og Petra lager teater      |
| 2018 | —                                       | Karsten og Petra på skattejakt     |

Mit dem fünften Film wurden einige Darsteller ausgetauscht.

## Veröffentlichungen

### DVDs
Bislang sind fünf DVDs erschienen:
- Casper und Emma im Kindergarten (enthält die Folgen 1–4) (erschienen am 10. März 2016)
- Casper und Emma fahren Fahrrad (enthält die Folgen 5–7 & 9) (erschienen am 1. September 2016)
- Casper und Emma feiern Geburtstag (enthält die Folgen 8 & 10–12) (erschienen am 1. September 2016)
- Casper und Emmas Winterferien (enthält den gleichnamigen Film) (erschienen am 16. November 2017)
- Casper und Emmas wunderbare Weihnachten (enthält den gleichnamigen Film) (erschienen am 16. November 2017)